# Възнесение Господне (Русе)
Вижте пояснителната страница за други значения на Свето Възнесение Господне.
„Възнесение Господне“, наричана още и „Свети Спас“, е християнски храм в българския град Русе. В близост до църквата се намира спирка, през която преминават автобусни линии 3, 11 и 18.

## История
Преди Освобождението извън крепостната стена бил издигнат малък гробищен параклис. С протокол от 13 май 1911 г. решили да се построи гробищна църква, като се пригодят килиите в гробището, защото били солидни и удобни. Иконостасът е изработен от Никола Пенев и Никола Въжаров. На 25 септември 1911 г. настоятелството решило храма при гробището на храма „Св. Георги“ да се назове „Св. Възнесение Господне“, за краткост наричан „Св. Спас“. Иконописецът Янко Кузманов изографисал иконите за иконостаса. Освещаването на храма е извършено от митрополит Василий Доростолски и Червенски през май или юни 1914 г. През май 1922 г. е извършен ремонт на църквата. През март 1872 г. южно от олтарната апсида бил погребан русенския революционер Ангел Кънчев.

## Архитектура и интериор
През 1947 г. за храм бил закупен архиерейски трон и две иконостасчета, изработени от Държавното столорско училище. Използван е липов материал. През ноември 1953 г. били преустановени погребенията в гробищата до храмовете „Всех Святих“ и „Св. Архангел Михаил“. Погребения се извършвали само в гробищата при храм „Свети Спас“, което продължило до 1963 г. Храм „Свети Спас“ бил филиал на църквата „Св. Георги“ до 1964 г., откогато е самостоятелен.